# Український Скиталець
«Український Скиталець» — місячник, згодом двотижневик військової еміграції ЗУНР, виходив 1920 — 1923 у Ліберці, Йозефові й Відні; у 1924 як неперіодичні збірки під назвою «Об'єднання»; редактори П. Будзь, І. Проць.

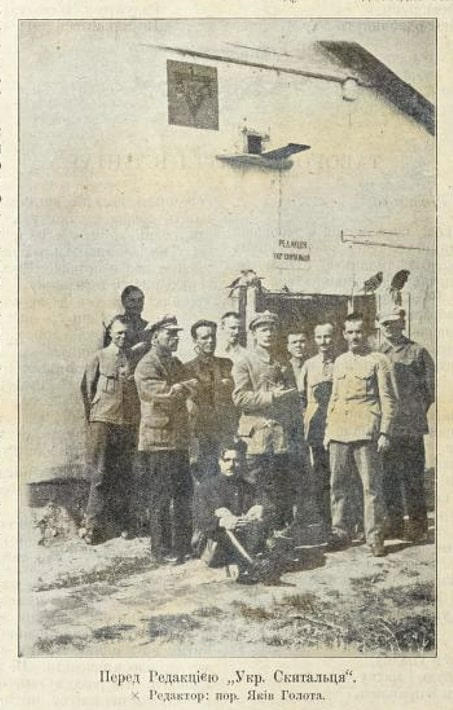
Редакція Українського Скитальця. 1921 рік.

Пропозиція видання журналу у таборі Галицької армії у Ліберці була висунута Культурно-просвітнім кружком (КПК), що діяв у таборі. Зважаючи на те, що у таборі були відсутні будь-які технічні засоби підготовки видання, перші три числа журналу за листопад, грудень 1920 та січень 1921 за редакцією поручника М. Левицького та поручника Я. Голоти були рукописними. Надалі вони розмножувалися на шапірографі у кількості до 50 примірників. Із лютого 1921 почали друкувати тексти на машинці,збільшивши наклад до 200 примірників. Журнал поширювався у  військових частин таборів, а також серед робочих сотень у Чехії, Словаччині, на Закарпатті.  
Після передислокації редакції журналу і табору з Ліберців до Йозефова, друк видання (з 10 числа 1921) завдяки допомозі КПК відбувався у місцевій друкарні. Тираж журналу збільшився до 1000 примірників при 32 сторінках. Журнал у Йозефові редагував сотник Осип Демчук.
З листопада 1922 (із числа 19) журнал почав видаватися двічі на місяць у Відні, обсягом 48 сторінок. Новий редактор Петро Будз розширював тематику журналу. Поряд з мемуаристикою, що була основною темою, збільшилася кількість історико-оглядових матеріалів. У журналі друкувалися статті, нариси, спогади, розвідки, біографічні матеріали, хроніки, оповідання, поетичні твори.
Номери «Українського скитальця» ілюстровалися силами інтернованих (С. Ніжанківським, 
В. Чарнецьким, І. Іванцем, Л. Ліщинським, С Пастернаком та ін.), згодом більше використовувалися світлини (авторства О. Демчука, О. Балицького, І. Рибака та ін.), які були  виготовлені на обладнанні Фотографічної секції КПК.
Всього було підготовлено 46 чисел журналу. Значна кількість примірників надсилалася до Канади, США, Югославії, Болгарії, Румунії, Франції, Норвегії, Італії, Болгарії та ін. Передавалися журнали до бібліотек різних країнах. Тому в них збереглося декілька повних комплектів.  